# Kevin Federline
Kevin Federline, né le 21 mars 1978 à Fresno, en Californie, est un danseur, acteur et rappeur américain.

## Biographie

### Jeunesse et débuts
Federline est né le 21 mars 1978 à Fresno, en Californie, d'un père nommé Mike, un mécanicien automobile, et d'une mère, Julie (née Story), une caissière en banque dans l'Oregon ; le nom de Federline est d'origine allemande. Federline a un frère, Chris. Ses parents divorcent lorsque Kevin est âgé de huit ans. À onze ans, Chris et lui emménagent près de la maison de leur père, se trouvant à Fresno. Federline abandonne le lycée lors de sa neuvième année, et commence très tôt la danse avec une organisation à but non lucratif appelée Dance Empowerment ; il obtiendra néanmoins par la suite son GED. Les médias lui donnent le surnom de K-Fed, créé en utilisant la première lettre de son prénom suivi par les trois premières lettres de son nom de famille. Federline l'a utilisé dans sa musique. Federline est pendant un certain nombre d'années danseur pour Michael Jackson, Justin Timberlake, les Destiny's Child, Pink et pour LFO,,.

### Relations avec Shar Jackson (2001–2004)
Federline s'engage avec l'actrice Shar Jackson, qui met au monde leur fille, Kori Madison Federline, le 31 juillet 2002, et leur fils, Kaleb Michael Jackson Federline, le 20 juillet 2004,. Le couple se sépare peu avant la naissance de leur fils. Après la séparation, Federline se met en couple avec la chanteuse pop Britney Spears. Jackson commentera plus tard que la relation de Federline avec Spears « n'a pas fait que mettre un terme à une relation, mais a brisé une famille, », et affirme s'être séparé en bons termes avec Federline, félicitant son rôle de père aimant.

### Relations avec Britney Spears (2004–2006)
Après trois mois de relation, Kevin et Britney annoncent leurs fiançailles en juillet 2004 ; ils se marient le 18 septembre la même année à Studio City, en Californie, et remplissent les papiers le 6 octobre,. Ensemble, ils mettent au monde deux garçons, Sean Preston Federline (né le 14 septembre 2005) et Jayden James Federline (né le 12 septembre 2006). Spears demande le divorce le 7 novembre 2006, ainsi qu'une pension alimentaire pour leurs deux fils et le droit de leur rendre visite pour Federline. Depuis le 10 août 2013, Federline est marié à Victoria Prince et ils ont deux filles : Jordan Kay Federline (née le 15 août 2011) et Peyton Marie Federline (née le 4 avril 2014)

### Playing with Fire(2006)
Federline avait à l'origine publié deux singles, Y'all Ain't Ready et PopoZão, peu après son mariage avec Spears. À la suite de la réaction des critiques, aucune de ces deux chansons n'ont été incluses sur son premier album. À la place, le premier single officiel publié se nomme Lose Control, dont la promotion fut établie lors des Teen Choice Awards diffusés sur la Fox lors de l'été 2006. Il publie son premier album, Playing with Fire, le 31 octobre 2006, qui devient l'un des albums les plus mal accueillis dans l'histoire de la musique contemporaine, recevant la note la plus basse sous une écrasante majorité de critiques tout comme les ventes qui sont médiocres.
Federline signe pour être modèle de la ligne Five Star Vintage par la marque de vêtements Blue Marlin située à San Francisco. Une première série de publicités a été diffusée en août 2006 et fut ensuite prolongée jusqu'à Noël 2006. La ligne qu'il modélise pour l'automne 2006 est la plus vendue dans les chaînes de magasins Macy's, Kitson à Los Angeles, et Lord & Taylor.

## Cinéma et télévision
Federline apparait avec Spears lors de l'émission de téléréalité diffusée en 2005, Britney & Kevin: Chaotic, qui se composait principalement de vidéos tournées par le couple. Il apparait également dans le film You Got Served en 2004 puis également comme un voyou de rue dans un épisode des Experts de 2006. On le voit aussi dans l'émission de la NBC, 1 vs. 100, avec le casting de Las Vegas, dans l'épisode Delinda's Box. Federline participe occasionnellement, puis régulièrement à la série télévisée Les Frères Scott diffusée sur The CW. Il joue également le rôle d'une garde-côte dans le film de 2009 American Pie Presents: The Book of Love.
En 2010, il participe, lors de la septième saison de l'émission de téléréalité, pour perdre du poids dans Celebrity Fit Club 7. Il se retrouve au côté notamment de l'actrice des téléfilms de Disney Channel High School Musical Kaycee Stroh, du chanteur et ancien mari de Whitney Houston, Bobby Brown, ou bien encore son ancienne compagne Shar Jackson et l'actrice d' Alerte à Malibu Nicole Eggert. En 2012, il est invité à l'émission de téléréalité australienne Excess Baggage. Le but du jeu est similaire à Celebrity Fit Club. Il est notamment avec le paparazzi Darryn Lyons qui s'est illustré en 2011 dans Celebrity Big Brother 8 avec notamment l'actrice des American Pie 1, 2 et 8 Tara Reid.

## Satire
Le nom de scène de Federline est K-Fed mais depuis que son statut est celui d'être l'ex-mari de Britney Spears, ce pseudonyme a été ridiculisé par certains commentateurs médiatiques, l'ayant transformé en Fed-Ex. En outre, certains fans de Spears l'appellent K-Fat, en raison de ses problèmes avec sa considérable prise de poids. Concernant ceci, il répondit lors d'une interview : « Je ne buvais pas d'eau, je ne buvais que des boissons sucrées. J'ai bu jusqu'à 24 sodas par jour ! C'était à la fois mon café et mes bonbons. Après ma rupture d'avec Britney je passais mes journées sur le canapé à manger des pizzas et des macaronis au fromage. J'ai eu 30 ans, j'ai arrêté la danse, je me suis mis à manger. Je suis devenu de plus en plus paresseux et plus gros et plus gras ». "Weird Al" Yankovic a également filmé une interview très virulente mais fictive avec Federline.

## Discographie

### Album studio
- 2006 : Playing with Fire

### Single
- 2006 : Lose Control